# Творець (фільм, 2020)
«Творе́ць» (англ. «Archive» — «Архів») — британський науково-фантастичний фільм 2020 року, знятий режисером Ґевіном Ротері за власним сценарієм. Це його повнометражний дебют. У головних ролях — Тео Джеймс і Стейсі Мартін. Прем'єра в Україні відбулася одночасно з прем'єрою в Західній Європі та США — 16 липня 2020.

## Сюжет
2038 рік. Науковець Джордж Алмор працює над штучним інтелектом. Його останній прототип майже готовий. Залишається остання і непередбачувана частина — емоції. Вчений прагне повернути до життя свою покійну дружину і хоче наділити прототип її емоціями...

## У ролях
- Тео Джеймс — Джордж Алмор
- Стейсі Мартін — Джулс Алмор, а також J3 і J2
- Рона Мітра — Сімона
- Пітер Фердінандо — Тагг
- Річард Гловер — Мелвін
- Тобі Джонс — Вінсент Сентклер

## Виробництво
Основні зйомки проходили у Будапешті, в Угорщині, з жовтня 2018 року по лютий 2019.

## Відгуки
На вебсайті агрегатора рецензій Rotten Tomatoes фільм має рейтинг схвалення 77% — на основі 35 відгуків із середнім рейтингом 7,2 із 10 (станом на серпень 2021).
На сайті Metacritic — має оцінку 67 зі 100 на основі відгуків шести критиків (станом на серпень 2021).
На сайті Kino-teatr.ua — має оцінку 7,7 із 10 на основі 71 голосу (станом на серпень 2021).